# Greger Lewenhaupt
Johan Greger Knutsson Lewenhaupt (né le 16 décembre 1920 à Stockholm, mort le 3 août 2008 dans la même ville) est un cavalier suédois de saut d'obstacles.

## Carrière

### Militaire
Greger Lewenhaupt est capitaine de l'armée suédoise en 1956.
Après sa retraite militaire, il est directeur de la filiale suédoise de la compagnie pétrolière BP. Il est l'oncle de l'homme d'affaires Carl Adam Lewenhaupt.

### Sportive
Greger Lewenhaupt participe aux Jeux olympiques d'été de 1948 à Londres, il est 13e de l'épreuve individuelle ; l'équipe de Suède est éliminée de l'épreuve par équipes.
Il est responsable du parcours de saut d'obstacles aux Jeux olympiques d'été de 1956 à Stockholm pour les épreuves de saut d'obstacles et la partie du saut d'obstacles du concours complet.